# Lettland i olympiska vinterspelen för ungdomar 2024
Lettland deltog vid olympiska vinterspelen för ungdomar 2024 i Gangwon i Sydkorea mellan den 19 januari och 1 februari 2024. Det var fjärde gången som Lettland tävlade vid olympiska vinterspelen för ungdomar efter att ha deltagit i varje upplaga sedan den första upplagan 2012.
Lettlands trupp bestod av 45 idrottare som tävlade i 11 sporter. Skeletonåkaren Amēlija Kotāne och ishockeyspelaren Olivers Mūrnieks var landets fanbärare under öppningsceremonin.

## Medaljörer
| Medalj | Namn                                                                                    | Sport    | Gren                    | Datum      |
| ------ | --------------------------------------------------------------------------------------- | -------- | ----------------------- | ---------- |
| Guld   | Emīls Indriksons                                                                        | Skeleton | Herrarnas tävling       | 23 januari |
| Guld   | Lettlands U16-landslag                                                                  | Ishockey | Herrarnas 3x3-turnering | 25 januari |
| Silver | Jānis Gruzdulis-Borovojs Ēdens Eduards Čepulis                                          | Rodel    | Herrarnas dubbel        | 20 januari |
| Silver | Dārta Neimane                                                                           | Skeleton | Damernas tävling        | 22 januari |
| Silver | Ēdens Eduards Čepulis Jānis Gruzdulis-Borovojs Edvards Marts Markitāns Margita Sirsniņa | Rodel    | Lagstafett              | 23 januari |
| Brons  | Laura Lēģere                                                                            | Skeleton | Damernas tävling        | 22 januari |

## Tävlande
Följande är en lista över antalet tävlande som deltog i spelen per sport/disciplin.
| Sport                         | Herrar | Damer | Totalt |
| ----------------------------- | ------ | ----- | ------ |
| Alpin skidåkning              | 1      | 1     | 2      |
| Bob                           | 0      | 2     | 2      |
| Curling                       | 1      | 1     | 2      |
| Hastighetsåkning på skridskor | 1      | 0     | 1      |
| Ishockey                      | 13     | 0     | 13     |
| Konståkning                   | 1      | 1     | 2      |
| Längdskidåkning               | 2      | 2     | 4      |
| Rodel                         | 3      | 3     | 6      |
| Short track                   | 0      | 2     | 2      |
| Skeleton                      | 2      | 3     | 5      |
| Skidskytte                    | 3      | 6     | 6      |
| Totalt                        | 27     | 18    | 45     |

## Alpin skidåkning
Lettland hade två alpina skidåkare som kvalificerat sig (en per kön).
Herrar
| Idrottare              | Gren        | Åk 1    | Åk 1      | Åk 2  | Åk 2      | Totalt  | Totalt    |
| Idrottare              | Gren        | Tid     | Placering | Tid   | Placering | Tid     | Placering |
| ---------------------- | ----------- | ------- | --------- | ----- | --------- | ------- | --------- |
| Pauls Pēteris Prancāns | Super-G     | —       | —         | —     | —         | 1.00,52 | 48        |
| Pauls Pēteris Prancāns | Storslalom  | 56,65   | 53        | 50,99 | 38        | 1.47,64 | 39        |
| Pauls Pēteris Prancāns | Slalom      | 53,47   | 48        | 0DNF0 | 0DNF0     | 0DNF0   | 0DNF0     |
| Pauls Pēteris Prancāns | Kombination | 1.00,54 | 49        | 0DNF0 | 0DNF0     | 0DNF0   | 0DNF0     |

Damer
| Idrottare       | Gren        | Åk 1    | Åk 1      | Åk 2  | Åk 2      | Totalt  | Totalt    |
| Idrottare       | Gren        | Tid     | Placering | Tid   | Placering | Tid     | Placering |
| --------------- | ----------- | ------- | --------- | ----- | --------- | ------- | --------- |
| Frīda Saļņikova | Super-G     | —       | —         | —     | —         | 58,48   | 40        |
| Frīda Saļņikova | Storslalom  | 54,60   | 34        | 57,82 | 27        | 1.52,42 | 27        |
| Frīda Saļņikova | Slalom      | 55,09   | 33        | 53,39 | 24        | 1.48,48 | 24        |
| Frīda Saļņikova | Kombination | 1.00,19 | 38        | 58,38 | 28        | 1.58,57 | 28        |

## Bob
Lettland hade två kvinnliga bobåkare som kvalificerat sig.
| Idrottare      | Gren             | Åk 1  | Åk 1      | Åk 2  | Åk 2      | Totalt  | Totalt    |
| Idrottare      | Gren             | Tid   | Placering | Tid   | Placering | Tid     | Placering |
| -------------- | ---------------- | ----- | --------- | ----- | --------- | ------- | --------- |
| Amēlija Kotāne | Damernas monobob | 56,84 | 2         | 57,70 | 5         | 1.54,54 | 4         |
| Kate Prudāne   | Damernas monobob | 57,08 | 4         | 57,73 | 6         | 1.54,81 | 5         |

## Curling
Lettland kvalificerade ett mixdubbelpar med totalt två idrottare (en per kön).
Sammanfattning
| Lag                       | Gren      | Gruppspel            | Gruppspel            | Gruppspel            | Gruppspel            | Gruppspel            | Gruppspel | Kvartsfinal          | Semifinal            | Final / BM           | Final / BM |
| Lag                       | Gren      | Motståndare Resultat | Motståndare Resultat | Motståndare Resultat | Motståndare Resultat | Motståndare Resultat | Placering | Motståndare Resultat | Motståndare Resultat | Motståndare Resultat | Placering  |
| ------------------------- | --------- | -------------------- | -------------------- | -------------------- | -------------------- | -------------------- | --------- | -------------------- | -------------------- | -------------------- | ---------- |
| Agate Regža Kristaps Zass | Mixdubbel | Turkiet V 10–1       | Kina F 5–8           | Nya Zeeland V 9–4    | Brasilien V 6–3      | Japan F 4–5          | 3         | Gick inte vidare     | Gick inte vidare     | Gick inte vidare     | 11         |

### Mixdubbel
| Grupp C     | V | F | V–F | DSC    |
| ----------- | - | - | --- | ------ |
| Kina        | 5 | 0 | –   | 56,80  |
| Japan       | 4 | 1 | –   | 38,84  |
| Lettland    | 3 | 2 | –   | 77,39  |
| Turkiet     | 2 | 3 | –   | 89,37  |
| Nya Zeeland | 1 | 4 | –   | 94,80  |
| Brasilien   | 0 | 5 | –   | 112,92 |

Gruppspel
Omgång 4
Lördag 27 januari, 18:00
| Match B                   | 1 | 2 | 3 | 4 | 5 | 6 | 7 | 8 | P  |
| Lettland (Regža / Zass)   | 1 | 1 | 0 | 4 | 2 | 2 | X | X | 10 |
| Turkiet (Ekmekçi / Aybar) | 0 | 0 | 1 | 0 | 0 | 0 | X | X | 1  |

Omgång 5
Söndag 28 januari, 10:00
| Match C                 | 1 | 2 | 3 | 4 | 5 | 6 | 7 | 8 | P |
| Lettland (Regža / Zass) | 0 | 0 | 2 | 0 | 1 | 0 | 0 | 2 | 5 |
| Kina (Gong / Xu)        | 3 | 2 | 0 | 1 | 0 | 1 | 1 | 0 | 8 |

Omgång 9
Måndag 29 januari, 14:00
| Match D                        | 1 | 2 | 3 | 4 | 5 | 6 | 7 | 8 | P |
| Nya Zeeland (Russell / Nevill) | 0 | 1 | 0 | 1 | 0 | 2 | 0 | X | 4 |
| Lettland (Regža / Zass)        | 2 | 0 | 2 | 0 | 2 | 0 | 3 | X | 9 |

Omgång 13
Tisdag 30 januari, 18:00
| Match A                    | 1 | 2 | 3 | 4 | 5 | 6 | 7 | 8 | P |
| Lettland (Regža / Zass)    | 2 | 2 | 0 | 0 | 1 | 1 | 0 | X | 6 |
| Brasilien (Gentile / Melo) | 0 | 0 | 1 | 1 | 0 | 0 | 1 | X | 3 |

Omgång 15
Onsdag 31 januari, 12:30
| Match C                 | 1 | 2 | 3 | 4 | 5 | 6 | 7 | 8 | P |
| Japan (Tanaka / Kawai)  | 0 | 1 | 1 | 0 | 1 | 0 | 1 | 1 | 5 |
| Lettland (Regža / Zass) | 2 | 0 | 0 | 1 | 0 | 1 | 0 | 0 | 4 |

## Hastighetsåkning på skridskor
Lettland hade en manlig skridskoåkare som kvalificerat sig.
Herrar
| Idrottare        | Gren    | Tid     | Placering |
| ---------------- | ------- | ------- | --------- |
| Gustavs Vācietis | 500 m   | 39,75   | 21        |
| Gustavs Vācietis | 1 500 m | 2.02,64 | 23        |

Masstart
| Idrottare        | Gren               | Semifinal | Semifinal | Semifinal | Final | Final   | Final     |
| Idrottare        | Gren               | Poäng     | Tid       | Placering | Poäng | Tid     | Placering |
| ---------------- | ------------------ | --------- | --------- | --------- | ----- | ------- | --------- |
| Gustavs Vācietis | Herrarnas masstart | 1         | 6.21,98   | 8 Q       | 0     | 5.41,02 | 16        |

## Ishockey
Lettland kvalificerade en trupp på 13 ishockeyspelare i herrarnas 3x3-turnering.
Trupp
Lauris Dārziņš var lagets tränare.

- Martins Bārtulis
- Leonards Aleksandrs Grundmanis
- Martins Klaucāns – A
- Roberts Kravalis
- Herberts Laugalis
- Timurs Mališevs
- Makss Mihailovs
- Olivers Mūrnieks – C
- Kristers Obuks – A
- Fēlikss Niks Paurs
- Patriks Plūmiņš
- Daniels Reidzāns
- Ričards Rutkis

Sammanfattning
| Lag      | Gren                    | Gruppspel            | Gruppspel             | Gruppspel            | Gruppspel               | Gruppspel            | Gruppspel            | Gruppspel            | Gruppspel | Semifinal            | Final                | Final     |
| Lag      | Gren                    | Motståndare Resultat | Motståndare Resultat  | Motståndare Resultat | Motståndare Resultat    | Motståndare Resultat | Motståndare Resultat | Motståndare Resultat | Placering | Motståndare Resultat | Motståndare Resultat | Placering |
| -------- | ----------------------- | -------------------- | --------------------- | -------------------- | ----------------------- | -------------------- | -------------------- | -------------------- | --------- | -------------------- | -------------------- | --------- |
| Lettland | Herrarnas 3x3-turnering | Spanien V 24–5       | Storbritannien V 24–1 | Kazakstan V 15–11    | Kinesiska Taipei V 28–2 | Österrike V 9–3      | Polen V 8–3          | Danmark V 11–6       | 1         | Kazakstan V 19–5     | Danmark V 10–3       | 1         |

### Herrarnas 3x3-turnering
Gruppspel
| Pos | Lag              | S | V | VSTR | FSTR | F | GM  | IM | MS  | P  | Kvalificering |
| --- | ---------------- | - | - | ---- | ---- | - | --- | -- | --- | -- | ------------- |
| 1   | Lettland         | 7 | 7 | 0    | 0    | 0 | 119 | 31 | +88 | 21 | Semifinaler   |
| 2   | Österrike        | 7 | 5 | 0    | 0    | 2 | 55  | 32 | +23 | 15 | Semifinaler   |
| 3   | Danmark          | 7 | 5 | 0    | 0    | 2 | 70  | 39 | +31 | 15 | Semifinaler   |
| 4   | Kazakstan        | 7 | 4 | 0    | 0    | 3 | 93  | 59 | +34 | 12 | Semifinaler   |
| 5   | Polen            | 7 | 4 | 0    | 0    | 3 | 58  | 59 | −1  | 12 |               |
| 6   | Storbritannien   | 7 | 2 | 0    | 0    | 5 | 46  | 97 | −51 | 6  |               |
| 7   | Kinesiska Taipei | 7 | 1 | 0    | 0    | 6 | 23  | 95 | −72 | 3  |               |
| 8   | Spanien          | 7 | 0 | 0    | 0    | 7 | 28  | 80 | −52 | 0  |               |

|       | 20 januari 2024 | Lettland                  | 24 – 5                    | Spanien                   | Gangneung hockeycenter              |                                     |
| 13:30 | 13:30           | (9–2, 7–2, 8–1) Summering | (9–2, 7–2, 8–1) Summering | (9–2, 7–2, 8–1) Summering | Domare: David Prokofyev David Thuma | Domare: David Prokofyev David Thuma |
| 13:30 | 13:30           |                           |                           |                           | Domare: David Prokofyev David Thuma | Domare: David Prokofyev David Thuma |
| 13:30 | 13:30           |                           |                           |                           | Domare: David Prokofyev David Thuma | Domare: David Prokofyev David Thuma |
| 13:30 | 13:30           |                           |                           |                           | Domare: David Prokofyev David Thuma | Domare: David Prokofyev David Thuma |
| 13:30 | 13:30           |                           |                           |                           | Domare: David Prokofyev David Thuma | Domare: David Prokofyev David Thuma |
| 13:30 | 13:30           |                           |                           |                           | Domare: David Prokofyev David Thuma | Domare: David Prokofyev David Thuma |

|       | 21 januari 2024 | Storbritannien             | 1 – 24                     | Lettland                   | Gangneung hockeycenter                   |                                          |
| 09:00 | 09:00           | (1–8, 0–6, 0–10) Summering | (1–8, 0–6, 0–10) Summering | (1–8, 0–6, 0–10) Summering | Domare: Mathieu Boudreau David Prokofyev | Domare: Mathieu Boudreau David Prokofyev |
| 09:00 | 09:00           |                            |                            |                            | Domare: Mathieu Boudreau David Prokofyev | Domare: Mathieu Boudreau David Prokofyev |
| 09:00 | 09:00           |                            |                            |                            | Domare: Mathieu Boudreau David Prokofyev | Domare: Mathieu Boudreau David Prokofyev |
| 09:00 | 09:00           |                            |                            |                            | Domare: Mathieu Boudreau David Prokofyev | Domare: Mathieu Boudreau David Prokofyev |
| 09:00 | 09:00           |                            |                            |                            | Domare: Mathieu Boudreau David Prokofyev | Domare: Mathieu Boudreau David Prokofyev |
| 09:00 | 09:00           |                            |                            |                            | Domare: Mathieu Boudreau David Prokofyev | Domare: Mathieu Boudreau David Prokofyev |

|       | 21 januari 2024 | Lettland                  | 15 – 11                   | Kazakstan                 | Gangneung hockeycenter                 |                                        |
| 17:30 | 17:30           | (5–6, 6–0, 4–5) Summering | (5–6, 6–0, 4–5) Summering | (5–6, 6–0, 4–5) Summering | Domare: Mathieu Boudreau Joseph Sewell | Domare: Mathieu Boudreau Joseph Sewell |
| 17:30 | 17:30           |                           |                           |                           | Domare: Mathieu Boudreau Joseph Sewell | Domare: Mathieu Boudreau Joseph Sewell |
| 17:30 | 17:30           |                           |                           |                           | Domare: Mathieu Boudreau Joseph Sewell | Domare: Mathieu Boudreau Joseph Sewell |
| 17:30 | 17:30           |                           |                           |                           | Domare: Mathieu Boudreau Joseph Sewell | Domare: Mathieu Boudreau Joseph Sewell |
| 17:30 | 17:30           |                           |                           |                           | Domare: Mathieu Boudreau Joseph Sewell | Domare: Mathieu Boudreau Joseph Sewell |
| 17:30 | 17:30           |                           |                           |                           | Domare: Mathieu Boudreau Joseph Sewell | Domare: Mathieu Boudreau Joseph Sewell |

|       | 22 januari 2024 | Lettland                   | 28 – 2                     | Kinesiska Taipei           | Gangneung hockeycenter          |                                 |
| 10:30 | 10:30           | (14–1, 9–0, 5–1) Summering | (14–1, 9–0, 5–1) Summering | (14–1, 9–0, 5–1) Summering | Domare: Lim Jun-seo David Thuma | Domare: Lim Jun-seo David Thuma |
| 10:30 | 10:30           |                            |                            |                            | Domare: Lim Jun-seo David Thuma | Domare: Lim Jun-seo David Thuma |
| 10:30 | 10:30           |                            |                            |                            | Domare: Lim Jun-seo David Thuma | Domare: Lim Jun-seo David Thuma |
| 10:30 | 10:30           |                            |                            |                            | Domare: Lim Jun-seo David Thuma | Domare: Lim Jun-seo David Thuma |
| 10:30 | 10:30           |                            |                            |                            | Domare: Lim Jun-seo David Thuma | Domare: Lim Jun-seo David Thuma |
| 10:30 | 10:30           |                            |                            |                            | Domare: Lim Jun-seo David Thuma | Domare: Lim Jun-seo David Thuma |

|       | 22 januari 2024 | Lettland                  | 9 – 3                     | Österrike                 | Gangneung hockeycenter                |                                       |
| 16:00 | 16:00           | (2–0, 3–0, 4–3) Summering | (2–0, 3–0, 4–3) Summering | (2–0, 3–0, 4–3) Summering | Domare: David Prokofyev Joseph Sewell | Domare: David Prokofyev Joseph Sewell |
| 16:00 | 16:00           |                           |                           |                           | Domare: David Prokofyev Joseph Sewell | Domare: David Prokofyev Joseph Sewell |
| 16:00 | 16:00           |                           |                           |                           | Domare: David Prokofyev Joseph Sewell | Domare: David Prokofyev Joseph Sewell |
| 16:00 | 16:00           |                           |                           |                           | Domare: David Prokofyev Joseph Sewell | Domare: David Prokofyev Joseph Sewell |
| 16:00 | 16:00           |                           |                           |                           | Domare: David Prokofyev Joseph Sewell | Domare: David Prokofyev Joseph Sewell |
| 16:00 | 16:00           |                           |                           |                           | Domare: David Prokofyev Joseph Sewell | Domare: David Prokofyev Joseph Sewell |

|       | 23 januari 2024 | Polen                     | 3 – 8                     | Lettland                  | Gangneung hockeycenter            |                                   |
| 09:00 | 09:00           | (0–1, 2–1, 1–6) Summering | (0–1, 2–1, 1–6) Summering | (0–1, 2–1, 1–6) Summering | Domare: Lim Jun-seo Joseph Sewell | Domare: Lim Jun-seo Joseph Sewell |
| 09:00 | 09:00           |                           |                           |                           | Domare: Lim Jun-seo Joseph Sewell | Domare: Lim Jun-seo Joseph Sewell |
| 09:00 | 09:00           |                           |                           |                           | Domare: Lim Jun-seo Joseph Sewell | Domare: Lim Jun-seo Joseph Sewell |
| 09:00 | 09:00           |                           |                           |                           | Domare: Lim Jun-seo Joseph Sewell | Domare: Lim Jun-seo Joseph Sewell |
| 09:00 | 09:00           |                           |                           |                           | Domare: Lim Jun-seo Joseph Sewell | Domare: Lim Jun-seo Joseph Sewell |
| 09:00 | 09:00           |                           |                           |                           | Domare: Lim Jun-seo Joseph Sewell | Domare: Lim Jun-seo Joseph Sewell |

|       | 23 januari 2024 | Danmark                   | 6 – 11                    | Lettland                  | Gangneung hockeycenter               |                                      |
| 16:00 | 16:00           | (3–4, 1–4, 2–3) Summering | (3–4, 1–4, 2–3) Summering | (3–4, 1–4, 2–3) Summering | Domare: Mathieu Boudreau David Thuma | Domare: Mathieu Boudreau David Thuma |
| 16:00 | 16:00           |                           |                           |                           | Domare: Mathieu Boudreau David Thuma | Domare: Mathieu Boudreau David Thuma |
| 16:00 | 16:00           |                           |                           |                           | Domare: Mathieu Boudreau David Thuma | Domare: Mathieu Boudreau David Thuma |
| 16:00 | 16:00           |                           |                           |                           | Domare: Mathieu Boudreau David Thuma | Domare: Mathieu Boudreau David Thuma |
| 16:00 | 16:00           |                           |                           |                           | Domare: Mathieu Boudreau David Thuma | Domare: Mathieu Boudreau David Thuma |
| 16:00 | 16:00           |                           |                           |                           | Domare: Mathieu Boudreau David Thuma | Domare: Mathieu Boudreau David Thuma |

Semifinal
|       | 24 januari 2024 | Lettland                  | 19 – 5                    | Kazakstan                 | Gangneung hockeycenter                   |                                          |
| 12:00 | 12:00           | (9–1, 3–2, 7–2) Summering | (9–1, 3–2, 7–2) Summering | (9–1, 3–2, 7–2) Summering | Domare: Mathieu Boudreau David Prokofyev | Domare: Mathieu Boudreau David Prokofyev |
| 12:00 | 12:00           |                           |                           |                           | Domare: Mathieu Boudreau David Prokofyev | Domare: Mathieu Boudreau David Prokofyev |
| 12:00 | 12:00           |                           |                           |                           | Domare: Mathieu Boudreau David Prokofyev | Domare: Mathieu Boudreau David Prokofyev |
| 12:00 | 12:00           |                           |                           |                           | Domare: Mathieu Boudreau David Prokofyev | Domare: Mathieu Boudreau David Prokofyev |
| 12:00 | 12:00           |                           |                           |                           | Domare: Mathieu Boudreau David Prokofyev | Domare: Mathieu Boudreau David Prokofyev |
| 12:00 | 12:00           |                           |                           |                           | Domare: Mathieu Boudreau David Prokofyev | Domare: Mathieu Boudreau David Prokofyev |

Final
|       | 25 januari 2024 | Lettland                  | 10 – 3                    | Danmark                   | Gangneung hockeycenter               |                                      |
| 14:00 | 14:00           | (6–1, 2–0, 2–2) Summering | (6–1, 2–0, 2–2) Summering | (6–1, 2–0, 2–2) Summering | Domare: Mathieu Boudreau David Thuma | Domare: Mathieu Boudreau David Thuma |
| 14:00 | 14:00           |                           |                           |                           | Domare: Mathieu Boudreau David Thuma | Domare: Mathieu Boudreau David Thuma |
| 14:00 | 14:00           |                           |                           |                           | Domare: Mathieu Boudreau David Thuma | Domare: Mathieu Boudreau David Thuma |
| 14:00 | 14:00           |                           |                           |                           | Domare: Mathieu Boudreau David Thuma | Domare: Mathieu Boudreau David Thuma |
| 14:00 | 14:00           |                           |                           |                           | Domare: Mathieu Boudreau David Thuma | Domare: Mathieu Boudreau David Thuma |
| 14:00 | 14:00           |                           |                           |                           | Domare: Mathieu Boudreau David Thuma | Domare: Mathieu Boudreau David Thuma |

## Konståkning
Lettland kvalificerade två konståkare (en per kön).
| Idrottare       | Gren       | Kortprogram | Kortprogram | Friåkningsprogram | Friåkningsprogram | Totalt | Totalt    |
| Idrottare       | Gren       | Poäng       | Placering   | Poäng             | Placering         | Poäng  | Placering |
| --------------- | ---------- | ----------- | ----------- | ----------------- | ----------------- | ------ | --------- |
| Kirils Korkačs  | Herrsingel | 53,36       | 16          | 91,07             | 17                | 144,43 | 17        |
| Sofja Stepčenko | Damsingel  | 44,77       | 16          | 76,02             | 16                | 120,79 | 16        |

## Längdskidåkning
Lettland kvalificerade fyra längdåkare (två per kön).
Herrar
| Idrottare         | Gren                  | Kval    | Kval      | Kvartsfinal      | Kvartsfinal      | Semifinal        | Semifinal        | Final            | Final            |
| Idrottare         | Gren                  | Tid     | Placering | Tid              | Placering        | Tid              | Placering        | Tid              | Placering        |
| ----------------- | --------------------- | ------- | --------- | ---------------- | ---------------- | ---------------- | ---------------- | ---------------- | ---------------- |
| Ritvars Ļepeškins | 7,5 km, klassisk stil | —       | —         | —                | —                | —                | —                | 22.12,0          | 43               |
| Ritvars Ļepeškins | Sprint, fristil       | 3.11,16 | 23 Q      | 3.10,88          | 6                | Gick inte vidare | Gick inte vidare | Gick inte vidare | Gick inte vidare |
| Jēkabs Skolnieks  | 7,5 km, klassisk stil | —       | —         | —                | —                | —                | —                | 0DNS0            | 0DNS0            |
| Jēkabs Skolnieks  | Sprint, fristil       | 3.13,88 | 31        | Gick inte vidare | Gick inte vidare | Gick inte vidare | Gick inte vidare | Gick inte vidare | Gick inte vidare |

Damer
| Idrottare          | Gren                  | Kval    | Kval      | Kvartsfinal      | Kvartsfinal      | Semifinal        | Semifinal        | Final            | Final            |
| Idrottare          | Gren                  | Tid     | Placering | Tid              | Placering        | Tid              | Placering        | Tid              | Placering        |
| ------------------ | --------------------- | ------- | --------- | ---------------- | ---------------- | ---------------- | ---------------- | ---------------- | ---------------- |
| Martīne Djatkoviča | 7,5 km, klassisk stil | —       | —         | —                | —                | —                | —                | 28.01,6          | 53               |
| Martīne Djatkoviča | Sprint, fristil       | 4.03,97 | 47        | Gick inte vidare | Gick inte vidare | Gick inte vidare | Gick inte vidare | Gick inte vidare | Gick inte vidare |
| Linda Kaparkalēja  | 7,5 km, klassisk stil | —       | —         | —                | —                | —                | —                | 0DNS0            | 0DNS0            |
| Linda Kaparkalēja  | Sprint, fristil       | 3.47,75 | 27        | 3.55,89          | 5                | Gick inte vidare | Gick inte vidare | Gick inte vidare | Gick inte vidare |

Mixat
| Idrottare                                                               | Gren       | Tid     | Placering |
| ----------------------------------------------------------------------- | ---------- | ------- | --------- |
| Linda Kaparkalēja Jēkabs Skolnieks Martīne Djatkoviča Ritvars Ļepeškins | Mixstafett | 59.00,0 | 17        |

## Rodel
Lettland kvalificerade sex rodelåkare (tre per kön).
Herrar
| Idrottare                                      | Gren   | Åk 1   | Åk 1      | Åk 2   | Åk 2      | Totalt   | Totalt    |
| Idrottare                                      | Gren   | Tid    | Placering | Tid    | Placering | Tid      | Placering |
| ---------------------------------------------- | ------ | ------ | --------- | ------ | --------- | -------- | --------- |
| Edvards Marts Markitāns                        | Singel | 46,809 | 4         | 46,612 | 4         | 1.33,421 | 4         |
| Jānis Gruzdulis-Borovojs Edens Eduards Čepulis | Dubbel | 47,383 | 2         | 47,247 | 1         | 1.34,630 | 2         |

Damer
| Idrottare                       | Gren   | Åk 1   | Åk 1      | Åk 2   | Åk 2      | Totalt   | Totalt    |
| Idrottare                       | Gren   | Tid    | Placering | Tid    | Placering | Tid      | Placering |
| ------------------------------- | ------ | ------ | --------- | ------ | --------- | -------- | --------- |
| Amanda Ogorodņikova             | Singel | 48,664 | 6         | 48,683 | 6         | 1.37,347 | 6         |
| Margita Sirsniņa                | Singel | 48,739 | 7         | 48,379 | 3         | 1.37,118 | 5         |
| Margita Sirsniņa Madara Pavlova | Dubbel | 0DNF0  | 0DNF0     | 0DNS0  | 0DNS0     | 0DNS0    | 0DNS0     |

Mixad lagstafett
| Idrottare                                                                               | Gren       | Damernas singel | Damernas singel | Herrarnas singel | Herrarnas singel | Dubbel | Dubbel    | Totalt   | Totalt    |
| Idrottare                                                                               | Gren       | Tid             | Placering       | Tid              | Placering        | Tid    | Placering | Tid      | Placering |
| --------------------------------------------------------------------------------------- | ---------- | --------------- | --------------- | ---------------- | ---------------- | ------ | --------- | -------- | --------- |
| Margita Sirsniņa Edvards Marts Markitāns Jānis Gruzdulis-Borovojs Edens Eduards Čepulis | Lagstafett | 49,241          | 2               | 50,974           | 6                | 50,084 | 1         | 2.30,299 | 2         |

## Short track
Lettland kvalificerade två kvinnliga short track-skridskoåkare.
Damer
| Idrottare      | Gren    | Heat     | Heat      | Kvartsfinal      | Kvartsfinal      | Semifinal        | Semifinal        | Final            | Final            |
| Idrottare      | Gren    | Tid      | Placering | Tid              | Placering        | Tid              | Placering        | Tid              | Placering        |
| -------------- | ------- | -------- | --------- | ---------------- | ---------------- | ---------------- | ---------------- | ---------------- | ---------------- |
| Madara Gintere | 500 m   | 49,949   | 4         | Gick inte vidare | Gick inte vidare | Gick inte vidare | Gick inte vidare | Gick inte vidare | Gick inte vidare |
| Madara Gintere | 1 000 m | 1.47,534 | 4         | Gick inte vidare | Gick inte vidare | Gick inte vidare | Gick inte vidare | Gick inte vidare | Gick inte vidare |
| Madara Gintere | 1 500 m | —        | —         | 2.46,802         | 6                | Gick inte vidare | Gick inte vidare | Gick inte vidare | Gick inte vidare |
| Kamila Salmiņa | 500 m   | 48,443   | 4         | Gick inte vidare | Gick inte vidare | Gick inte vidare | Gick inte vidare | Gick inte vidare | Gick inte vidare |
| Kamila Salmiņa | 1 000 m | 1.56,768 | 4         | Gick inte vidare | Gick inte vidare | Gick inte vidare | Gick inte vidare | Gick inte vidare | Gick inte vidare |
| Kamila Salmiņa | 1 500 m | —        | —         | 3.03,054         | 5                | Gick inte vidare | Gick inte vidare | Gick inte vidare | Gick inte vidare |

## Skeleton
Lettland kvalificerade fem skeletonåkare (två män och tre kvinnor).
| Idrottare        | Gren              | Åk 1  | Åk 1      | Åk 2  | Åk 2      | Totalt  | Totalt    |
| Idrottare        | Gren              | Tid   | Placering | Tid   | Placering | Tid     | Placering |
| ---------------- | ----------------- | ----- | --------- | ----- | --------- | ------- | --------- |
| Emīls Indriksons | Herrarnas tävling | 52,40 | 1         | 52,26 | 1         | 1.44,66 | 1         |
| Dāvis Valdovskis | Herrarnas tävling | 53,06 | 5         | 53,10 | 3         | 1.46,16 | 4         |
| Marta Andžāne    | Damernas tävling  | 55,90 | 10        | 54,49 | 1         | 1.50,39 | 5         |
| Dārta Neimane    | Damernas tävling  | 54,62 | 1         | 55,17 | 4         | 1.49,79 | 2         |
| Laura Lēģere     | Damernas tävling  | 54,92 | 3         | 55,30 | 7         | 1.50,22 | 3         |

## Skidskytte
Lettland kvalificerade sex skidskyttar (tre per kön).
Herrar
| Idrottare       | Gren    | Tid     | Missar      | Placering |
| --------------- | ------- | ------- | ----------- | --------- |
| Olivers Bresme  | Sprint  | 0DNS0   | 0DNS0       | 0DNS0     |
| Olivers Bresme  | Distans | 51.27,8 | 9 (2+2+3+2) | 67        |
| Valters Bresme  | Sprint  | 25.16,6 | 4 (3+1)     | 64        |
| Valters Bresme  | Distans | 50.39,8 | 8 (2+2+4+0) | 64        |
| Adrians Šņoriņš | Sprint  | 24.35,4 | 4 (1+3)     | 49        |
| Adrians Šņoriņš | Distans | 48.14,9 | 6 (2+1+1+2) | 40        |

Damer
| Idrottare             | Gren    | Tid     | Missar      | Placering |
| --------------------- | ------- | ------- | ----------- | --------- |
| Stella Bleidele       | Distans | 48.43,5 | 4 (2+1+0+1) | 80        |
| Keita Patrīcija Kolna | Sprint  | 24.22,6 | 3 (1+2)     | 50        |
| Keita Patrīcija Kolna | Distans | 48.11,8 | 5 (1+2+0+2) | 77        |
| Madara Veckalniņa     | Sprint  | 24.47,5 | 3 (2+1)     | 54        |
| Madara Veckalniņa     | Distans | 46.47,1 | 5 (2+1+2+0) | 66        |

Mixat
| Idrottare                                                              | Gren             | Tid     | Missar    | Placering |
| ---------------------------------------------------------------------- | ---------------- | ------- | --------- | --------- |
| Madara Veckalniņa Adrians Šņoriņš                                      | Singelmixstafett | 52.51,2 | 24 (6+18) | 23        |
| Keita Patrīcija Kolna Madara Veckalniņa Valters Bresme Adrians Šņoriņš | Mixstafett       | 0DNS0   | 0DNS0     | 0DNS0     |